# 121 (tal)

Det stjärnformade brädet i Kinaschack har 121 hål.

121 (hundratjugoett eller etthundratjugoett) är det naturliga talet som följer 120 och som följs av 122.

## Inom matematiken
121 är ett:
- udda tal.
- semiprimtal
- kvadrattal
- stjärntal[2]
- centrerat oktogontal[3]
- centrerat dodekagontal[2]
- centrerat ikosagongontal[4]
- Smithtal med basen 10[5]
- Friedmantal med basen 10[6], eftersom 112 = 121.
- centrerat tetraedertal.
- palindromtal i det decimala talsystemet.
- palindromtal i det ternära talsystemet.

## Inom vetenskapen
- 121 Hermione, en asteroid